# 童世亨
童世亨（1883年4月18日—1975年3月20日），字季通，江蘇省嘉定縣西鄉錢門塘鎮人，其先浙江省石門縣人，日本東京高等工業學校畢業，輿地學者兼實業家，工科進士。

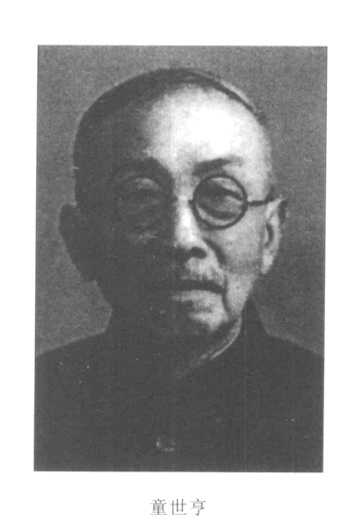

## 生平[1][2][3]
- 生於光緒九年三月十二日丑時（1883年4月18日）
- 世代書香，家學淵源。初肄業於南洋公學，值義和團事件停學，重應科舉，以第六名入泮，旋值北洋總督袁世凱委朱正元氏測繪直魯奉三省沿海地圖，遼往從實習，自此精研地理，開一生立業之基。嗣復留學日本，值公費無所出，借編譯以緞晉火，各枝所用之中國及世界形勢一覽圖，以及歷代疆域形勢諸圖，皆成於是時，而廣銷國內，及畢業東京高等工業學校電力機械科，歸應部試，授工科進士[4]。
- 1975年3月20日，病逝於上海。